# Machinacja

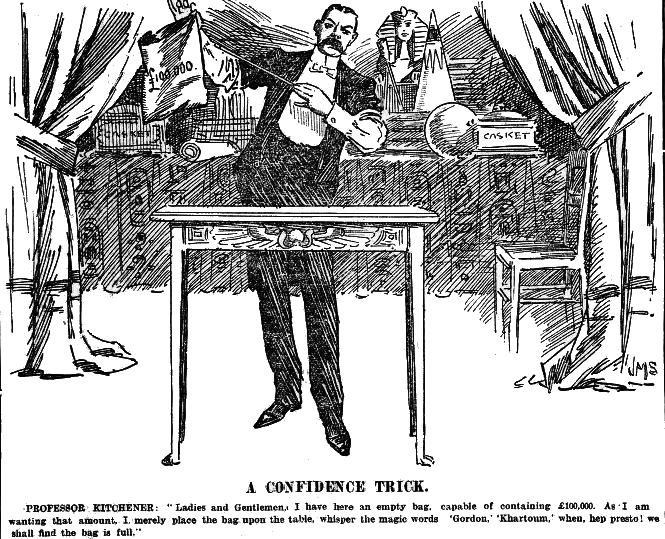
Kreskówka Josepha Morewooda Stanifortha z 1898

Machinacja lub przekręt – oszustwo polegające na wzbudzeniu u kogoś zaufania, a następnie wykorzystanie tego zaufania do wyłudzenia pieniędzy lub innych składników majątku. Osoba wzbudzająca fałszywe zaufanie zwykle działa na jedną z ludzkich cech charakteru, zarówno negatywnych, jak i pozytywnych, takich jak pycha i chciwość, ale też empatia i altruizm.
Machinacja przybiera różne formy – począwszy od bezpośredniego wzbudzania zaufania poprzez kontakty osobiste, przez wysyłanie maili i tradycyjnych listów, po skomplikowane technicznie zabiegi z użyciem usług internetowych.

## Machinacja listowa
Współcześnie najczęstszą formą machinacji (ang. scam) jest masowa korespondencja w formie tradycyjnej lub elektronicznej – odmiana spamu.
Typowy mechanizm polega na proponowaniu ofierze udziału w ogromnych zyskach w zamian za rzekome pośrednictwo wymagające zainwestowania proporcjonalnie niewielkich własnych środków w różnego rodzaju koszty operacyjne. Opłaty ponoszone przez ofiarę są w rzeczywistości przechwytywane przez oszusta, który następnie znika, nie dokonując ostatecznie żadnej wpłaty na rzecz ofiary. Oszust wciela się zwykle w postać spadkobiercy, wcześniej oszukanego przedsiębiorcy, potomka ofiary zamachu stanu itp.

## Internet
Inną formą machinacji jest scam, zjawisko dotyczące stron WWW oferujących wysokie zyski lub bardzo wartościowe informacje najczęściej w zamian za niewielki wkład inwestycyjny (HYIP). Może to być również wypełnianie ankiet, wprowadzanie danych on-line, jak i odbieranie reklam w poczcie elektronicznej (GPT).
Istnieje również dużo agencji matrymonialnych (głównie na terenie Rosji), których celem jest zwerbowanie jak największej liczby osób (scam victim) w celu wyłudzania od nich pieniędzy na rzekome wizy oraz podróże dla pięknych kobiet poznanych za pomocą internetu. Przy rejestracji na tego rodzaju stronach jest wymagany adres poczty elektronicznej, więc jest ona często przyczyną dużej liczby spamu w skrzynce.
W niektórych przypadkach strona początkowo płaci, żeby później, przekształcając się w scam, przynieść większe zyski. Po krótkim czasie scam znika z sieci lub ogłasza zmianę właściciela, która w rzeczywistości niekoniecznie nastąpiła.